# Guerra bulgaro-serba (839-842)
La guerra bulgaro-serba dell'839-842 fu un conflitto combattuto tra l'Impero bulgaro e il Principato di Serbia nei Balcani centrali. Si trattò del primo scontro facente parte del ciclo di guerre bulgaro-serbe.

## Antefatti
Secondo il De administrando imperio, i serbi e i bulgari avevano convissuto pacificamente come vicini fino all'invasione bulgara dell'839 (negli ultimi anni di vita di Teofilo). Non si sa cosa scatenò effettivamente la guerra, dato che Porfirogenito non fornisce un resoconto esaustivo. È infatti ignoto se essa scoppiò per via del deterioramento delle relazioni serbo-bulgare dovuto alle conquiste bulgare compiute a sud-est oppure per via dell'inasprimento delle relazioni bilaterali bizantino-bulgare. Non è improbabile che l'imperatore bizantino abbia giocato un ruolo nel conflitto: essendo in guerra con gli arabi, potrebbe aver spinto i serbi a scacciare i soldati bulgari dalla Macedonia occidentale, azione che avrebbe giovato anche a lui. Zlatarski suppone che l'imperatore avesse offerto ai serbi la completa indipendenza in cambio.

## La guerra
A giudizio di Porfirogenito, i bulgari volevano continuare la loro conquista delle terre slave e sottomettere i serbi, alleati di Costantinopoli. Il khan Presiano I (regnante dall'836 all'852) invase il territorio serbo nell'839, scatenando un conflitto che si trascinò per tre anni. Il principe Vlastimiro espulse Presiano dalla Serbia, causando molte vittime tra le file avversarie e impedendogli di compiere nuove acquisizioni. I Serbi poterono confidare sulla loro conoscenza della geografia locale, considerando che sfruttano in maniera efficace la presenza di foreste e gole. e del Mesta nell'846 (illu La guerra si concluse con la morte di Teofilo nell'842, che sciolse Vlastimiro dai suoi obblighi verso l'Impero bizantino.
Secondo Tibor Živković, è possibile che l'attacco bulgaro sia avvenuto dopo la fallita invasione della Struma e del Mesta nell'846, di cui si discuterà nella sezione successiva: Presiano potrebbe aver radunato il suo esercito e essersi diretto in Serbia, mentre Vlastimiro potrebbe aver partecipato alle guerre bulgaro-bizantine, esponendosi al rischio che Presiano rispondesse con la forza a un coinvolgimento diretto della Serbia.
La sconfitta dei bulgari, che nel IX secolo risultavano una delle maggiori potenze dell'Europa sud-orientale, dimostra che la Serbia era uno Stato organizzato, pienamente in grado di difendere i propri confini e dotato di un'organizzazione militare e amministrativa molto elevata. Non è noto se all'epoca di Vlastimiro la Serbia disponesse di un sistema di fortificazioni e avesse sviluppato strutture militari con ruoli ben definiti degli zupani.

## Conseguenze
Poco dopo l'846, con la fine della pace dei trent'anni siglata tra Impero bizantino e Impero bulgaro, Malamiro (o Presiano) invase le regioni della Struma e del Mesta, con Teodora Armena (r. 842-855, moglie di Teofilo) che reagì attaccando la Tracia settentrionale. Conclusa una breve pace, Malamiro pianificò prima e procedette poi all'invasione della Macedonia. La Bulgaria impose il proprio dominio anche sulla Morava, regione di confine con i serbi; nell'844, un anonimo geografo bavarese cita i «Merehani» come popolo situato a cavallo tra i bulgari e i boemi. I romei erano attivi anche nell'entroterra della Dalmazia, a ovest della Serbia; lo stratego delle città della Dalmazia entrò in conflitto con un vassallo franco, il duca Trpimir I di Croazia, nell'846/848, ma venne sconfitto da quest'ultimo.

### Fonti primarie
- Costantino Porfirogenito, De administrando imperio, a cura di Gyula Moravcsik, traduzione di Romillyi J. H. Jenkins, Dumbarton Oaks Center for Byzantine Studies, 1967, ISBN 978-0-88402-021-9.

### Fonti secondarie
- (EN) John B. Bury, A History of the Eastern Empire from the Fall of Irene to the Accession of Basil I. (A.D. 802-867), Londra, Macmillan, 1912, ISBN 978-12-75-59462-3.
- (EN) Sima Ćirković, The Serbs, Malden, Blackwell Publishing, 2004, ISBN 978-14-05-14291-5.
- (EN) Florin Curta, Southeastern Europe in the Middle Ages, 500-1250, Cambridge, Cambridge University Press, 2006, ISBN 978-0-511-81563-8.
- (EN) John Van Antwerp Jr. Fine, The Early Medieval Balkans: A Critical Survey from the Sixth to the Late Twelfth Century, Ann Arbor, University of Michigan Press, 1991, ISBN 0-472-08149-7.
- (EN) Maria Theresa Houtsma, E.J. Brill's first encyclopaedia of Islam 1913–1936, BRILL, 1993, ISBN 90-04-08265-4.
- (EN) Predrag Komatina, The Slavs of the mid-Danube basin and the Bulgarian expansion in the first half of the 9th century, n. 47, Zbornik radova Vizantološkog instituta, 2010,  pp. 55-82.
- (EN) Steven Runciman, A History of the First Bulgarian Empire, Londra, G. Bell & Sons, 1930, ISBN 978-05-98-74922-2.
- (SR) Tibor Živković, Портрети српских владара: IX-XII век [Ritratti di sovrani serbi (secoli IX-XII)], Belgrado, Zavod za udžbenike, 2006, ISBN 86-17-13754-1.